# Giulio Gavotti
Giulio Gavotti, né le 17 octobre 1882 à Gênes et mort le 6 octobre 1939 à Rome, est un ingénieur et un aviateur italien. C'est un pionnier de l'aéronautique italienne, et il est crédité comme le premier auteur d'un bombardement aérien, le 1er novembre 1911,.

## Biographie
Membre du Servizio Aeronautico, l’ancêtre de l'Aeronautica Militare, qui a déployé un total de 9 aéroplanes en Tripolitaine, il participe durant la guerre italo-turque à la campagne de Libye avec le grade de lieutenant. Le 1er novembre 1911, pilotant un monoplan Etrich Taube, il utilise quatre grenades à fragmentation Cipelli de 1,5  à   2 kilogrammes développées spécialement pour l'aviation. Les conditions de cette opération sont rustiques : Gavotti emporte le matériel dans son nécessaire de toilette et procède en vol à l'armement des grenades (mise en place des détonateurs et des bouchons), d'une seule main, car il pilote avec l'autre. À une altitude d'environ 700 m, il jette une grenade sur un groupe d'Arabes dans l'oasis d'Ain Sefra et trois sur celle de Tadjourah (Tagiura en Italien) au-dessus d'un camp de 1 500 soldats de l'armée ottomane. Ce premier bombardement aérien n'a pas fait de victime.
L'Empire Ottoman protesta après cette attaque. Le jet de bombes par des aérostats avait été interdit par la Convention de La Haye de 1899. L'Italie répondit que cela ne s'appliquait pas aux aéroplanes.
Gavotti effectue en mars 1912 la première mission aérienne de nuit.

## Décorations
- - Médaille d'argent de la valeur militaire